# Шипохвост Дерби
Шипохвост Дерби (Anomalurus derbianus) — грызун из рода шипохвостых летяг, обитающий в Африке. Он был назван в честь Эдварда Смита-Стэнли, 13-го графа Дерби.

## Ареал и среда обитания
Шипохвост Дерби обитает в тропических и субтропических лесах Западной и Центральной Африки. Встречается в Анголе, Камеруне, Центрально-африканской Республике, Республике Конго, Демократической Республике Конго, Кот-д’Ивуаре, Экваториальной Гвинее, Габоне, Гане, Кении, Либерии, Малави, Мозамбике, Нигерии, Сьерра-Леоне, Танзании, Уганде, и Замбия. Обитание этого вида в Кот-д’Ируаре ранее было под сомнением, но в 2002 году его обнаружение там было подтверждено
Его естественная среда обитания — субтропические или тропические сухие леса и субтропические или тропические влажные низинные леса. Ему угрожает вырубка тропических лесов и охота для использования в традиционной медицине.

## Экология
По-видимому, это не редкое животное, и, скорее всего, его просто не замечают. На площадке в 75 га в центральном Габона плотность популяции этого вида составила 27-54 особи на 1 км².

## Поведение
Шипохвост Дерби ведёт ночной образ жизни и спит в гнёздах в дуплах деревьев. Живут они поодиночке или парами. Они перемещаются, раскрывая свою перепонку и планируя с дерева на дерево. Были зарегистрированы полёты на расстояние до 250 метров. Они могут использовать чешуйчатую часть хвост при передвижении по деревьям. Шипохвосты Дерби в основном растительноядны, питаясь такими частями растений как листья, кора, незрелые орехи, фрукты и цветы.

## Изменчивость
Описано большое число форм относимых в синонимы к этому виду. Ниже неполный список.
- Anomalurus beldeni Beldeni du Chaillu, 1861
- Anomalurus chrysophaenus Dubois, 1888
- Anomalurus cinereus Thomas, 1895
- Anomalurus erythronotus Milne-Edwards, 1879
- Anomalurus fraseri Waterhouse, 1842
- Anomalurus jacksoni de Winton, 1898b
- Anomalurus neavei Dollman, 1909
- Anomalurus nigrensis Thomas, 1904
- Anomalurus orientalis Peters, 1880
- Anomalurus squamicaudus Schinz, 1845

Таксоны fraseri, imperat и nigrensis рассматривались «валидными в качестве рас», а  beldeni, neavei и perustus считались «чётко определёнными подвидами». Формы laticeps и squamicaudus являются синонимами fraseri; а fortior — синонимом jacksoni.